# Hemiceras undilinea
Hemiceras undilinea är en fjärilsart som beskrevs av William Schaus 1906. Hemiceras undilinea ingår i släktet Hemiceras och familjen tandspinnare. Inga underarter finns listade i Catalogue of Life.